# Rodrigo Santoro

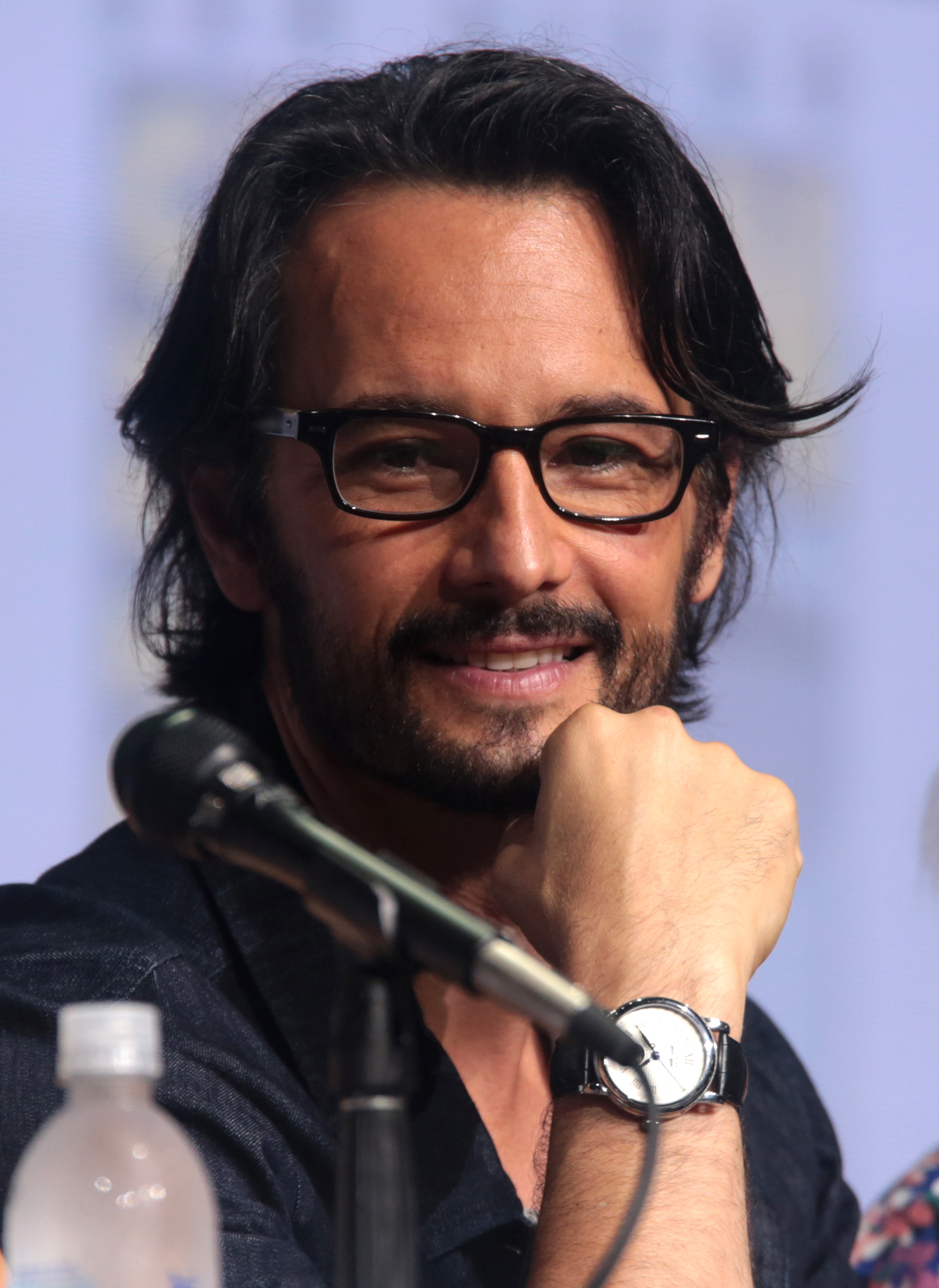
Rodrigo Santoro bei der Comic-Con in San Diego 2017

Rodrigo Junqueira dos Reis Santoro (* 22. August 1975 in Petrópolis, Rio de Janeiro) ist ein brasilianischer Schauspieler. Seit Anfang der 1990er Jahre trat er in über 40 Film- und Fernsehrollen in Erscheinung. Einem breiten Publikum wurde er durch seine Hauptrolle in dem brasilianischen Spielfilm Hinter der Sonne (2001) und Auftritte im internationalen Kino und Fernsehen, darunter Tatsächlich… Liebe (2003), 300 (2006) und die Serie Lost (2006–2007), bekannt. 2004 warb er außerdem gemeinsam mit der australischen Schauspielerin Nicole Kidman in einem Fernsehwerbespot für das Parfüm Chanel Nº 5.

## Biografie

### Kindheit und erste Filmrollen
Rodrigo Santoro wurde 1975 in Petrópolis als Sohn des italienischen Ingenieurs Francesco Santoro und der brasilianischen Malerin und Bildhauerin Maria José geboren. Er wuchs gemeinsam mit einer Schwester in seiner Geburtsstadt auf, wo er das Colégio Aplicação besuchte. Später zog Santoro ins nahe gelegene Rio de Janeiro, um an der Pontifícia Universidade Católica do Rio de Janeiro (PUC) Marketing zu studieren. Während seines Studiums fand er Zugang zur Straßentheaterszene Rios und absolvierte 1993 sein Schauspieldebüt mit einem kleinen Part in der brasilianischen Seifenoper Olho no Olho.
In den folgenden Jahren erhielt der schon von Kindheit an von der Schauspielerei faszinierte Santoro weitere Rollen in brasilianischen Seifenopern und war 1996 in der männlichen Hauptrolle der Fernsehserie O Amor Está no Ar zu sehen. Durch diesen ersten Erfolg bestärkt, brach er sein Universitätsstudium ab, um sich vollends auf eine seriöse Karriere als Schauspieler zu konzentrieren. Im selben Jahr folgte eine Rolle in Dirceu Lustosas Kurzfilm Depois do Escuro, doch es sollten weitere fünf Jahre vergehen, ehe Santoro den Zuschlag für seine erste Hauptrolle in einer Spielfilmproduktion bekam. In Laís Bodanzkys Regiedebüt Bicho de Sete Cabeças mimt der Brasilianer den jungen Neto, der wegen eines Marihuana-Joints von seinem Vater in eine psychiatrische Anstalt eingewiesen wird. Dort wird der eigentlich gesunde, rebellische Teenager durch die abstrusen und inhumanen Heilungsmethoden in tiefe Depressionen gestürzt. Zwar war dem Filmdrama kein kommerzieller Erfolg in Brasilien beschieden, doch erlangte Bicho de Sete Cabeças die Gunst der einheimischen Filmkritiker. Hauptdarsteller Rodrigo Santoro gewann für seinen zweiten Spielfilm, nach der Familienkomödie O Trapalhão e a Luz Azul (1999), die Darstellerpreise auf den Filmfestivals von Brasília, Cartagena und Recife und wurde von der Kunstkritikervereinigung von São Paulo und den Grande Prêmio BR do Cinema Brasileiro, dem Großen Preis des brasilianischen Kinos, als bester Schauspieler gefeiert. International war der Film unter dem englischen Verleihtitel Brainstorm im Wettbewerb der Filmfestivals von Locarno und Stockholm vertreten.

### Erfolg mit „Hinter der Sonne“ und erste internationale Rollenangebote
Nach seinem Durchbruch mit Bicho de Sete Cabeças wurde Rodrigo Santoro im selben Jahr einem internationalen Kinopublikum durch die Hauptrolle in Walter Salles Historiendrama Hinter der Sonne (2001) bekannt. In der Verfilmung eines Romans des Albaners Ismail Kadare mimt der außerhalb des Filmsets als schüchtern und zurückhaltend beschriebene Schauspieler den jungen und sensiblen Tonho, der auf Drängen seines Vaters den Tod des ältesten Bruders rächen soll. Die vom film-dienst als bildgewaltiges Drama gelobte Produktion erhielt durch die kontroverse Darstellung des auch in Brasilien noch aktuellen Blutsühne-Themas gemischte Kritiken und bekam 2002 eine Golden-Globe-Nominierung als bester fremdsprachiger Film. Nach weiteren Auftritten in Fernsehserien, darunter dem Mehrteiler Pastores da Noite (2002) mit Fernanda Montenegro, folgte 2003 erneut ein Kritikererfolg, mit dem Santoro arriviert gegen das Stereotyp des Latin Lovers ankämpfen konnte. In Héctor Babencos Gefängnisfilm Carandiru mimt er den Part des transgeschlechtlichen Gefängnisinsassen, der gemeinsam mit seinem zwergenhaften Verlobten (gespielt von Gero Camilo) besorgt auf das Ergebnis seines HIV-Tests wartet. Für die unterbewertete und glaubhafte Rolle der Lady Di, durch die zahlreiche Kinogänger in Brasilien vorab das Kino verließen, erhielt Santoro erneut eine Nominierung für den Großen Preis des brasilianischen Kinos.

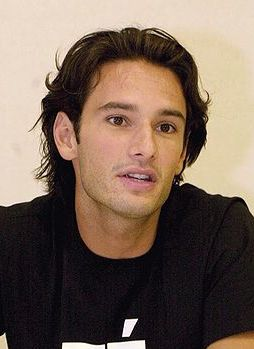
Santoro im Jahr 2003

Im selben Jahr wurde Hollywood durch sein Spiel in Bicho de Sete Cabeças auf den Schauspieler aufmerksam und besetzte Santoro in dem englischsprachigen Fernsehfilm The Roman Spring of Mrs. Stone, in dem er neben so etablierten Schauspielkollegen wie Anne Bancroft oder Helen Mirren agierte. Sein Debüt im englischsprachigen Kino gab Santoro wenig später mit Nebenrollen in McGs Actionfilm 3 Engel für Charlie – Volle Power und Richard Curtis’ romantischer Weihnachtskomödie Tatsächlich… Liebe (beide 2003), in denen er jeweils das Objekt der Begierde von Cameron Diaz bzw. Laura Linney verkörperte. 2004 sah man den Brasilianer an der Seite von Oscar-Preisträgerin Nicole Kidman für das Parfüm Chanel Nº 5 werben. Der zweiminütige, mehrere Millionen teure Fernsehwerbespot wurde von dem australischen Filmregisseur Baz Luhrmann im Stile seines Erfolgsfilms Moulin Rouge! (2001) inszeniert. Im Mai des gleichen Jahres wurde Santoro für Carandiru auf den Filmfestspielen von Cannes mit der Trophée Chopard ausgezeichnet, die die Leistung junger internationaler Schauspieler würdigt.

### Größere Rollen im englischsprachigen Film und Fernsehen
Trotz der ersten Erfolge im internationalen Kino bleibt Rodrigo Santoro seiner Heimat treu, wo er 2004 in der romantischen Komödie A Dona da História eine der Hauptrollen übernahm. Einem breiten US-amerikanischen Publikum wurde der Brasilianer Ende 2006 durch sein Mitwirken in der erfolgreichen US-amerikanischen Fernsehserie Lost bekannt. Gemeinsam mit den beiden US-Amerikanerinnen Elizabeth Mitchell und Kiele Sanchez stieß er ab der dritten Staffel zum übrigen Schauspielensemble um Matthew Fox, Evangeline Lilly und Josh Holloway hinzu. Von 2006 bis 2007 arbeitete Santoro an sechs weiteren Filmprojekten, darunter Zack Snyders als „historisch perfekt, aber politisch naiv“ beschriebene Comic-Verfilmung 300, in der er als persischer Großkönig Xerxes zu sehen ist. Für die Rolle des drei Meter großen, mit goldenen Piercings, Ringen und Ketten behängten Despoten musste Santoro an Muskelmasse zunehmen, sich während der Dreharbeiten Körper und Kopf rasieren und bis zu fünf Stunden in der Maske sitzen. Der Lohn war 2007 eine Nominierung als „Bester Bösewicht“ für den MTV Movie Award, der jedoch an Jack Nicholson (Departed – Unter Feinden) ging.

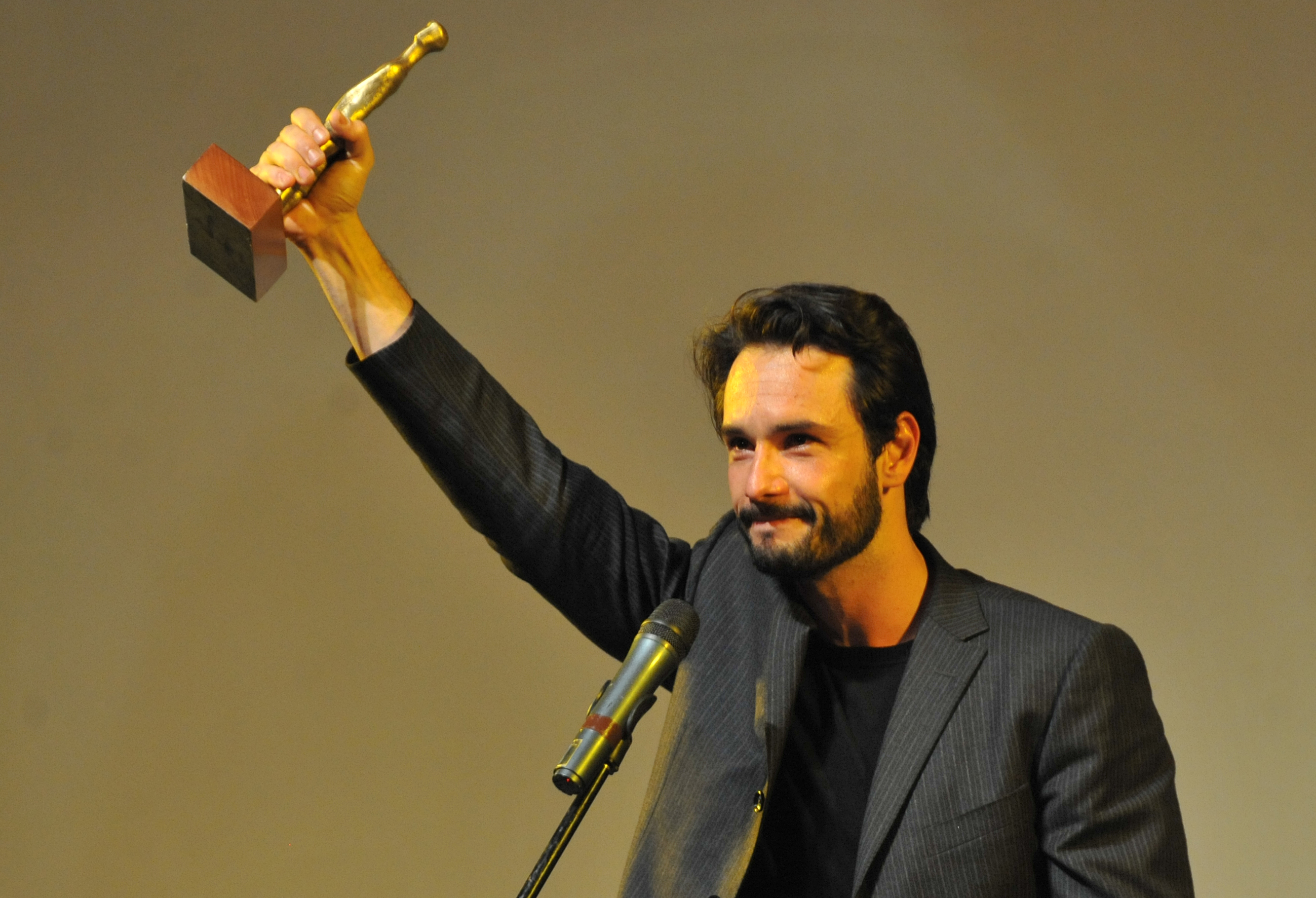
Santoro mit dem gewonnenen Darstellerpreis des Festival de Brasília do Cinema Brasileiro für Meu País (2011)

Im selben Jahr verlor Santoro, der zu den meistbeschäftigten südamerikanischen Schauspielern in den USA gezählt wurde, die Hauptrolle in Alfonso Araus Musical-Verfilmung Dare to Love Me an den Italiener Raoul Bova. In der 15 Millionen US-Dollar teuren Produktion hatte Santoro an der Seite der Spanierin Paz Vega und der kolumbianischen Popsängerin Shakira den bekannten Tango-Sänger und -Komponisten Carlos Gardel (1890–1935) verkörpern sollen. Ein Jahr später übernahm er Nebenrollen in Pablo Traperos spanischsprachigem Gefängnisfilm Leonera und Steven Soderberghs zweiteiliger Che-Guevara-Biografie Revolución und Guerrilla (2008), in der er an der Seite von Benicio del Toro in die Rolle von Raúl Castro schlüpfte. 2009 war er als Geliebter von Jim Carrey in der Tragikomödie I Love You Phillip Morris zu sehen. 2011 kehrte er mit Erfolg ins brasilianische Kino zurück. In José Henrique Fonseca Filmbiografie Heleno stellte er den bekannten brasilianischen Fußballspieler Heleno de Freitas (1920–1959) dar, was ihm den Darstellerpreis des Havana Film Festival einbrachte. Im selben Jahr folgte eine Rolle in Andre Ristums Familiendrama Meu País, wofür Santoro nach Brainstorm zum zweiten Mal mit dem Darstellerpreis des Festival de Brasília do Cinema Brasileiro ausgezeichnet wurde. 2012 war er an der Seite von Nicole Kidman und Clive Owen in Philip Kaufmans Fernsehfilm Hemingway & Gellhorn zu sehen. Nach weiteren Filmrollen in verschiedenen Hollywood-Produktionen spielt er seit 2016 in der Serie Westworld mit.
2017 wurde er in die Academy of Motion Picture Arts and Sciences (AMPAS) aufgenommen, die jährlich die Oscars vergibt.

### Sonstiges
Abseits der Film- und Fernsehkamera machte der Schauspieler unter anderem als brasilianische Synchronstimme von Stuart Little in den gleichnamigen Animationsfilmen Stuart Little (1999) und Stuart Little 2 (2002) auf sich aufmerksam. Ferner wurde der 1,90 m große und 81 kg schwere Santoro, der in Brasilien als Titelheld in dem Theaterstück D'Artagnan und die drei Musketiere auftrat, 2004 von der US-amerikanischen Zeitschrift People unter die fünfzig schönsten Menschen der Welt gewählt. Zwei Jahre später wählte ihn das Magazin auf Platz zwölf der Sexiest Man Alive.

### Privatleben
Rodrigo Santoro lebt in Rio de Janeiro, wo er sich in seiner Freizeit dem Surfen und Yoga widmet.

## Filmografie (Auswahl)
- 1994: Pátria Minha (Fernsehserie)
- 1996: Depois do Escuro (Kurzfilm)
- 1997: O Amor Está no Ar (Fernsehserie)
- 1998: Hilda Furacão (Fernsehserie)
- 1999: O Trapalhão e a Luz Azul
- 2001: Estrela-Guia (Fernsehserie)
- 2001: Brainstorm (Bicho de Sete Cabeças)
- 2001: Hinter der Sonne (Abril Despedaçado)
- 2003: Carandiru
- 2003: Mrs. Stone und ihr römischer Frühling (The Roman Spring of Mrs. Stone) (TV)
- 2003: 3 Engel für Charlie – Volle Power (Charlie’s Angels: Full Throttle)
- 2003: Tatsächlich… Liebe (Love Actually)
- 2004: A Dona da História
- 2005: Hoje É Dia de Maria (Fernsehmehrteiler)
- 2005: Hoje É Dia de Maria 2 (Fernsehmehrteiler)
- 2006: Os Desafinados
- 2006: 300
- 2006–2007: Lost (Fernsehserie)
- 2007: Não Por Acaso
- 2008: Os Desafinados
- 2008: Redbelt
- 2008: Leonera
- 2008: Che – Revolución (Che: Part One)
- 2008: Che – Guerrilla (Che: Part Two)
- 2009: I Love You Phillip Morris
- 2009: Som e Fúria (Fernsehserie)
- 2009: (Traum)Job gesucht (Post Grad)
- 2011: Rio (Stimme von Tulio)
- 2011: There Be Dragons
- 2011: Heleno
- 2011: Meu País
- 2011: Homens de Bem (Fernsehfilm)
- 2012: Reis e Ratos
- 2012: As Brasileiras (Fernsehserie)
- 2012: Was passiert, wenn’s passiert ist (What to Expect When You’re Expecting)
- 2012: Hemingway & Gellhorn (Fernsehfilm)
- 2013: The Last Stand
- 2014: 300: Rise of an Empire
- 2014: Rio 2 – Dschungelfieber (Rio 2, Stimme von Tulio)
- 2015: 69 Tage Hoffnung
- 2015: Focus
- 2015: Jane Got a Gun
- 2016: Ben Hur (Ben-Hur)
- 2016–2022: Westworld (Fernsehserie, 14 Folgen)
- 2019: Reprisal (Fernsehserie, 10 Folgen)
- 2020: Project Power
- 2021: 7 Gefangene (7 Prisioneiros)
- 2022: Ohne Grenzen (Sin límites, Fernsehmehrteiler)
- 2023: Wolf Pack (Fernsehserie, 8 Folgen)

## Auszeichnungen
- 2000: Candango Trophy des Festival de Brasília do Cinema Brasileiro für Brainstorm (Kategorie: Bester Hauptdarsteller)
- 2001: Darstellerpreis des Festival de Cinema do Recife für Brainstorm (Bester Hauptdarsteller)
- 2001: Prêmio Qualidade für Brainstorm (Bester Darsteller aus Rio de Janeiro)
- 2002: Darstellerpreis des Cartagena Film Festivals für Brainstorm (Bester Hauptdarsteller)
- 2002: Grande Prêmio BR do Cinema Brasileiro für Brainstorm (Bester Hauptdarsteller)
- 2002: Prêmio Qualidade für Hinter der Sonne (Bester Darsteller aus São Paulo)
- 2002: São Paulo Association of Art Critics Award für Brainstorm (Bester Darsteller)
- 2004: Trophée Chopard der Filmfestspiele von Cannes
- 2004: Darstellerpreis des Cartagena Film Festivals für Carandiru (Bester Nebendarsteller gemeinsam mit dem übrigen Schauspielensemble)
- 2004: Nominierung für den Grande Prêmio BR do Cinema Brasileiro für Carandiru (Bester Hauptdarsteller)
- 2004: Nominierung für den Phoenix Film Critics Society Award für Tatsächlich… Liebe (Bestes Schauspielensemble)
- 2006: Nominierung für den Prêmio Contigo für Hoje É Dia de Maria (Bester Hauptdarsteller)
- 2007: Nominierung für den MTV Movie Award für 300 (Bester Filmbösewicht)
- 2008: Nominierung für den Prêmio Contigo Cinema für Não Por Acaso (Jurypreis)
- 2011: Darstellerpreis des Havana Film Festival für Heleno
- 2011: Candango Trophy des Festival de Brasília do Cinema Brasileiro für Meu País (Kategorie: Bester Hauptdarsteller)